# Pedicinus eurygaster
Pedicinus eurygaster är en insektsart som först beskrevs av Hermann Burmeister 1838.  Pedicinus eurygaster ingår i släktet Pedicinus och familjen Pedicinidae. Inga underarter finns listade i Catalogue of Life.